# نووسیمسکویه
نووسیمسکویه (انگلیسی: Novosimskoye) یک شهرک در شهرستان ایگلینسکی استان باشقیرستان کشور روسیه است.